# Krise in der peruanischen Botschaft in Havanna 1980
Bei der Krise in der peruanischen Botschaft in Havanna 1980 handelt es sich um einen diplomatischen Schutzrechtsfall. Im April 1980 wurden über 10.000 kubanischen Staatsbürgern diplomatischer Schutz gewährt. In der Folge des Ereignisses konnten, im Rahmen der Mariel-Bootskrise, weitere 120.000 Kubaner das Land verlassen.

## Verlauf
Am 1. April 1980 flüchteten sechs Kubaner auf das Gelände der peruanischen Botschaft in Kubas Hauptstadt. Der damalige Geschäftsträger der Botschaft Perus in Havanna, Ernesto Pinto-Bazurco Rittler, übernahm trotz aller Risiken die Verantwortung für die kubanischen Bürger und nahm sie in der Botschaft bzw. dem nur etwa 2.000 m² großen Außengelände auf. In der Nacht vom 4. auf den 5. April verhandelte Pinto-Bazurco Rittler bis in die frühen Morgenstunden mit Fidel Castro über die körperliche Unversehrtheit der betreffenden Personen. Die Klassifizierung der Schutzsuchenden stellte dabei eine besondere Schwierigkeit dar. Statt sie als Asylbewerber oder Flüchtlinge zu bezeichnen, entschied man sich dafür, sie Ausreisende zu nennen. So konnte, gemeinsam mit der kubanischen Regierung, eine Einigung erzielt werden, die die geordnete Ausreise aller Schutzsuchenden in den folgenden Tagen ermöglichte. In den folgenden Tagen reisten etwa 120 kubanische Staatsbürger aus, dazu weitere 34 kubanische Staatsbürger, die bereits seit mehreren Monaten unter diplomatischem Schutz standen. Die peruanische Regierung erklärte sich bereit, 1.000 der insgesamt über 10.000 Schutzsuchenden aufzunehmen. Außerdem nahm Spanien 500 und Ecuador 300 Kubaner auf.
Ein weiterer wesentlicher Punkt der Verhandlungen betraf die Sicherheitslage vor Ort, da sich einige der Schutzsuchenden ihren Weg auf das Gelände der Botschaft durch Gewalt ebneten. Die kubanische Regierung willigte ein, eine sicherere Unterbringung der peruanischen Botschaft zu gewährleisten. Nichtsdestotrotz wurde der polizeiliche Wachdienst abgezogen, was einen klaren Verstoß gegen das Wiener Übereinkommen über diplomatische Beziehungen darstellte.

## Nachwirkungen
Dieser Vorfall eröffnete ein neues Kapitel im Völkerrecht und auch bezüglich des Friedens in Lateinamerika und bereitete zudem die sogenannte Mariel-Bootskrise vor, in deren Folge circa 125.000 Kubaner das Land verließen.
Ernesto Pinto-bazurco Rittler wurde für seinen Einsatz zur Verteidigung der Menschenrechte auf Kuba 2011 mit dem Palmer-Preis ausgezeichnet und 2016 für den Friedensnobelpreis nominiert.